# Tangstedt
Tangstedt là một đô thị ở huyện Stormarn, bang Schleswig-Holstein, Đức. Đô thị này có diện tích 39,86 km², dân số thời điểm 31 tháng 12 năm 2006 là 6052 người. Đô thị này có cự ly khoảng 12 km về phía tây bắc của Ahrensburg, và 22 km về phía đông bắc của Hamburg.